# 齋藤由佳子
齋藤 由佳子（さいとう ゆかこ、1976年6月8日 - ）は、東京都渋谷区出身、イタリア『Genuine Education Network』、『株式会社GEN Japan』の代表取締役社長CEO、実業家、社会起業家。 イタリア食科学大学 大学院修了。京都芸術大学通信教育部「食文化デザインコース」ガストロノミーツーリズム講師。
イタリアピエモンテ州在住。

## 人物
イタリア Genuine Education Network S.r.l（GEN）、株式会社 GEN Japan 代表取締役社長、イタリア食科学大学 Official Partner for Educational Initiatives in Japan（日本公式パートナー 教育提携推進）担当。
専門は文化教育を通した地域コミュニティの持続可能な発展（SDGs）。衣食住遊のエコロジカルな伝統知（Traditional Ecological Knowledge）を活かす創造人材の育成と、商品やサービスの作り手や環境、背景にあるストーリーを知ることを望むエシカルな顧客を対象とする地域、企業、生産者へ向けたESG教育活動の推進を行う。
聖心女子学院高等科卒業後、武蔵野美術大学工芸工業デザイン学部を経て、2000年英国のUniversity for the Creative Arts大学を卒業。株式会社リクルートに2000年入社。2002年より同社のBusiness View制度に選出されシリコンバレーに駐在。帰国後、同社のベンチャーアラアンスや新規事業開発に携わる。社内の新規事業提案コンテストRingでグランプリを獲得し、HR部門やゼクシィなどの新規事業プロジェクトマネージャーなどを務めた後、2010年にリクルート退社。
スローフード協会の設立者が創設した食科学大学の大学院で食文化教育について研究。修了後2014 年5月に食文化教育ベンチャー「Genuine Education Network (GEN)社」をミラノに設立。
2015年に開催されたミラノ国際博覧会で日本館公式サポーターをつとめ、万博開催中に外国人の和食文化講師による'Genuine Japan Lectures’を展開したことが国内外で話題となる。2016年 Forbes誌 「世界で闘う日本の女性55人」に選出。2016年より日本法人として株式会社GEN Japanを設立。
食文化教育を中心に、現在は建築や観光など衣食住遊をテーマに幅広い地域文化の伝統知を通して、多様性とサステイナビリティの国際理解を目的とした平和教育プログラムの実現を目指し事業を展開している。

### 略歴
2014年
イタリア政府公認スタートアップ制度 外国人起業家第一号としてGenuine Education Network S.r.l をミラノに設立。代表取締役に就任。
2015年
ミラノ国際博覧会で日本館公式サポーターに就任、朝日新聞GLOBE 165号(2015年8月16日発行)「突破する力」に掲載
2016年
株式会社 GEN Japan設立、Forbes誌 「世界で闘う日本の女性55人」に選出。
三重県で開催された「Women in Innovation Summit 2016」へ登壇。
2017年
森永エンゼル財団主催　図書館と地域創造 第19回図書館総合展フォーラムへ登壇。
千葉県いすみ市「農泊グリーンツーリズム」にて基調講演。
三重県明和町「御食国（みけつくに）三重県の魅力と食によるまちづくりの可能性」にて基調講演。
辻調理師専門学校 立教大学観光研究所共催「観光の新たな役割・食科学と観光」にて基調講演。
2019年
鶴岡市 UNESCO食文化創造都市 教育政策アドバイザー就任。
2020年
『シーバスリーガル ゴールドシグネチャー・アワード 2020 presented by GOETHE』ビジネスイノベーション　カルチュラル部門受賞。
2021年
国際コンソーシアム『JINOWA』設立